# Rémi Bonnet
Rémi Bonnet (Charmey, 3 marzo 1995) è uno scialpinista e fondista di corsa in montagna svizzero.

## Palmarès

### Sci alpinismo
| Anno | Manifestazione | Sede             | Evento      | Risultato | Prestazione |
| ---- | -------------- | ---------------- | ----------- | --------- | ----------- |
| 2025 | Mondiali       | Portes du Soleil | Vertical    | Oro       | 18'50"3     |
| 2025 | Mondiali       | Portes du Soleil | Individuale | Oro       | 1h33'07"4   |
| 2025 | Mondiali       | Portes du Soleil | A squadre   | Argento   | 2h13'33"4   |

#### Coppa del Mondo
- Miglior piazzamento in classifica generale: 3º nel 2023, 2024 e nel 2025
- Vincitore della Coppa del Mondo di individuale nel 2023, 2024 e nel 2025
- Vincitore della Coppa del Mondo di vertical nel 2022, 2023, 2024 e nel 2025
- 37 podi
  - 26 vittorie (15 vertical, 11 individuali)
  - 8 secondi posti
  - 3 terzi posti

##### Coppa del Mondo - vittorie
Legenda: IN = individuale - VE = vertical - SP = sprint - TSP = sprint a squadre
| Data             | Luogo                | Paese       | Spec. |
| ---------------- | -------------------- | ----------- | ----- |
| 29 gennaio 2021  | Verbier              | Svizzera    | VE    |
| 17 dicembre 2021 | Adamello             | Italia      | VE    |
| 16 gennaio 2022  | Comapedrosa          | Andorra     | VE    |
| 6 aprile 2022    | Flaine               | Svizzera    | IN    |
| 7 aprile 2022    | Flaine               | Svizzera    | VE    |
| 18 dicembre 2022 | Adamello             | Italia      | IN    |
| 22 gennaio 2023  | Comapedrosa          | Andorra     | VE    |
| 8 febbraio 2023  | Région Dents du Midi | Svizzera    | VE    |
| 10 febbraio 2023 | Région Dents du Midi | Svizzera    | IN    |
| 19 marzo 2023    | Schladming           | Austria     | VE    |
| 12 aprile 2023   | Tromsø               | Norvegia    | VE    |
| 14 aprile 2023   | Tromsø               | Norvegia    | IN    |
| 20 gennaio 2024  | Comapedrosa          | Andorra     | IN    |
| 21 gennaio 2024  | Comapedrosa          | Andorra     | VE    |
| 5 febbraio 2024  | Villars-sur-Ollon    | Svizzera    | IN    |
| 1 marzo 2024     | Schladming           | Austria     | VE    |
| 6 aprile 2024    | Cortina d'Ampezzo    | Italia      | VE    |
| 7 aprile 2024    | Cortina d'Ampezzo    | Italia      | IN    |
| 14 dicembre 2024 | Courchevel           | Francia     | VE    |
| 11 gennaio 2025  | Shahdag              | Azerbaigian | VE    |
| 13 gennaio 2025  | Shahdag              | Azerbaigian | IN    |
| 25 gennaio 2025  | Arinsal              | Andorra     | IN    |
| 14 marzo 2025    | Schladming           | Austria     | VE    |
| 20 marzo 2025    | Val Martello         | Italia      | IN    |
| 10 aprile 2025   | Tromsø               | Norvegia    | VE    |
| 13 aprile 2025   | Tromsø               | Norvegia    | IN    |

### Skyrunning
| Anno     | Manifestazione | Sede        | Evento | Risultato | Prestazione |
| -------- | -------------- | ----------- | ------ | --------- | ----------- |
| 2018     |                |             |        |           |             |
| Mondiali | Kinlochleven   | Skymarathon | 7°     | 3h16'16"  |             |
| Mondiali | Kinlochleven   | Vertical    | Oro    | 39'23"    |             |

## Altre competizioni internazionali

### Corsa in montagna
2014
- Argento alla Neirivue-Moléson ( Haut-Intyamon), 10,6 km - 1h02'29"

2015
- Argento alla Neirivue-Moléson ( Haut-Intyamon), 10,6 km - 1h01'02"

2019
- Argento alla Neirivue-Moléson ( Haut-Intyamon), 10,6 km - 59'46"

2022
- Oro alla Neirivue-Moléson ( Haut-Intyamon), 10,6 km - 57'07"
- Vincitore della Golden Trail World Series

2023
- Oro alla Neirivue-Moléson ( Haut-Intyamon), 10,6 km - 55'41"
- Vincitore della Golden Trail World Series

2024
- Oro alla Neirivue-Moléson ( Haut-Intyamon), 10,6 km - 57'17"
- Argento alla Marathon du Mont Blanc ( Chamonix), 42 km - 3h30'56"
- Oro al Tavignanu Trail (), 33 km - 3h06'01"
- Argento al Ascona-Locarno Trail ( Locarno), Prologo 7 km - 26'12"
- Argento al Ascona-Locarno Trail ( Locarno), Finale 23,5 km - 1h50'58"

2025
- Oro alla Neirivue-Moléson ( Haut-Intyamon), 10,6 km - 56'05"